# 三重郵便局 (大分県)
三重郵便局（みえゆうびんきょく）は、大分県豊後大野市三重町にある郵便局。民営化以前の局種は集配普通郵便局であった。

## 概要
民営化直前の集配業務再編において、多くの集配普通郵便局は統括センターとなったが、当局は配達センターとされたため、民営化後も郵便事業株式会社の支店は併設されず、集配センターが併設された。

## 沿革
- 2003年（平成15年）3月2日 - 白山郵便局から集配業務の一部[1]を移管。
- 2006年（平成18年）10月8日 - 清川郵便局から集配業務を移管。
- 2007年（平成19年）10月1日 - 民営化に伴い、併設された郵便事業大分東支店三重集配センターに一部業務を移管。
- 2012年（平成24年）10月1日 - 日本郵便株式会社発足により、郵便事業大分東支店三重集配センターを三重郵便局に統合。

## 取扱内容
- 郵便、印紙、ゆうパック、内容証明
- 貯金、為替、振替、振込、国際送金、国債、投資信託
- 生命保険、バイク自賠責保険、自動車保険、変額年金保険、がん保険
- ゆうちょ銀行ATM
- 郵便区「879-71」「879-69」「879-72」区域（豊後大野市内の一部地域（三重町、清川町））の集配業務